# فهرست برخط دسترسی همگانی
فهرست برخط دسترسی همگانی یا اُپَک (OPAC) به پایگاه‌های داده‌ها در اینترنت گفته می‌شود که توسط یک کتاب‌خانه یا گروهی از کتاب‌خانه‌ها تهیه و نگهداری می‌شود.
کاربران اینترنتی و کتابداران می‌توانند از طریق رایانه، در کتاب‌خانه یا در خانه، از فهرست کتاب‌خانه‌ها برای یافتن کتاب‌ها، گاه‌نامه‌ها، مواد دیداری-شنیداری و دیگر ارقام در دسترس کتاب‌خانه استفاده کنند.
از میانه‌های دهه هشتاد میلادی بسیاری از کتاب‌خانه‌ها کار با فهرست برگه‌ای را کنار گذاشته و سامانه اوپک را جانشین آن کرده‌اند.
واژهٔ OPAC کوتاه‌شدهٔ واژه انگلیسی Online public access catalog (فهرست برخط دسترسی همگانی) است.

## مجموعه‌های اوپک
- Emilda.org OPAC: "Emilda"
- Endeavor OPAC: "Voyager"
- Ex-Libris OPAC: "Aleph".
- Fretwell-Downing OPAC: "Olib".
- GEACOPAC: "GeoWEB", "Vubis Smart"
- Innovative Interfaces OPAC: "Innopac"
- IS Oxford OPAC: "Herit4ge"
- Koha.org OPAC: "Koha"
- SirsiDynix SirsiDynix fusionado con Si y Dynix (anteriormente, DRA). OPACs: "Corinthian", "Horizon", "iPac", "iBistro", and "Web2".
- Softlink OPAC: "Softlink"
- Talis (UK and Ireland). OPAC: "PRISM"
- VTLS OPACs: "VIRTUA"
- Polaris Library Systems OPACs: "PowerPAC"
- Baratz OPAC: "AbsysNET"